# Sun Xiu (car)
Sun Xiu (235. – 3. rujna 264.), formalno Car Jing od Wua, bio je treći po redu car kineske države Istočni Wu, jednog od Tri kraljevstva.
Bio je sin osnivača države Sun Quana i njegove konkubine, Supruge Wang. Na prijestolje je došao kada je regent Sun Lin, plašeći se za svoj položaj, s carskog prijestolja svrgnuo Sunovog mlađeg brata Sun Lianga. Sun Xiu je, međutim, odmah po dolasku na vlast isplanirao zavjeru za svrgavanje Sun Lina, koja je sprovedena u djelo iste godine. Kao vladar se pokazao ljubaznim, ali nesposobnim. Godine 263. je za izbila pobuna u današnjem sjevernom Vijetnamu koja neće biti ugušena do 271. Iste je godine sjeverna država Cao Wei uspjela osvojiti, a potom anektirati susjednu državu Shu Han. Kada se sljedeće godine Sun Xiu razbolio i izgubio moć govora, napisao je oporuku kojom prijestolje ostavlja krunskom princu Wanu. Međutim, javnost je, vidjevši propast Shua, htjela da državom odmah upravlja starija osoba, te je carem nakon Sun Xiujeve smrti proglašen Sun Hao.